# Szám
A szám matematikai fogalom, mennyiségek leírására használatos. Ha mást nem mondunk, számon általában valós, esetleg komplex számokat értünk.

## Szemléletes számfogalom
A legközismertebb számok a pozitív egészek {1; 2; 3; 4; 5; 6; 7; 8; …}, ezek alakultak ki legkorábban, amikor az ember elkezdte a dolgokat megszámolni. Az indiaiak nagy találmánya volt a 0, mely a semennyit jelöli. A helyiértékes számírás lehetetlen nélküle. Ezek együtt alkotják a természetes számok halmazát {0; 1; 2; 3; …}. Jele {\displaystyle \mathbb {N} }  (esetleg N). (Vannak matematikusok, akik a nullát nem sorolják a természetes számok közé.) A vagyon és adósság, illetve a bevétel és kiadás analógiájára megalkothatóak a negatív és pozitív számok. Ezek a nullával együtt alkotják az egész számok halmazát. Jele {\displaystyle \mathbb {Z} }   (esetleg Z). Amennyiben a számegyenest kiterjesztjük a negatív számokra, a nulla a számegyenes részévé válik: -3, -2, -1, 0, +1, +2, +3...stb. 
A méréssel alakult ki a racionális számok és irracionális számok fogalma.
Az előbbi az egész számok hányadosaként felírható számokat jelenti. Jele  {\displaystyle \mathbb {Q} }  (esetleg Q). A racionális számok felírhatóak egész számként, véges vagy szakaszos végtelen tizedestörtként.
Püthagorasz iskolájának nagy kudarca volt, hogy a négyzet átlóját nem tudták kifejezni az oldalhossz racionális számszorosaként. Ez pontosan az oldalhossz gyök kettőszöröse, amelyről belátható, hogy nem racionális szám. Ezek az irracionális számok. Jelük {\displaystyle \mathbb {Q} ^{*}}. Az irracionális számok nem szakaszos végtelen tizedestört alakban írhatóak fel. A racionális és irracionális számokat együtt valós számoknak nevezzük. Jele {\displaystyle \mathbb {R} }  (esetleg R).
A komplex számokat a valós számok további bővítésével kapjuk. Ebben a számhalmazban már minden szám (négyzet)gyöke értelmezhető. A komplex számok a harmadfokú egyenlet megoldásakor jutottak először szerephez, mivel képlet készíthető a megoldásukhoz, de komplex számok nélkül nem számolható ki az eredmény valós gyökök esetén sem. A komplex számoknak a tudomány számos területén komoly szerep jut. Jelük {\displaystyle \mathbb {C} }  (esetleg C).

## Számhalmazok

A valós számok a nevezetesebb állandókkal

Bár a számhalmazok tetszőleges mértékig bővíthetők az alkalmazott módszerrel, a kvaternióknál bővebb számhalmazokat ritkán alkalmazzuk. A számhalmazok egyre bővülő sorrendben szabályos jelöléssel:
természetes számok; egész számok; racionális számok; valós számok; komplex számok; kvaterniók
Ezek a jelölések a következő szavakból jönnek:
természetes (naturales), egész(Zahlen), racionális (quotientis = hányadosok), valós (real, Reelen), komplex (complex), kvaternió (Hamilton, a felfedezőjük)
Szokásos még ezek nullánál nagyobb vagy kisebb számokat tartalmazó részhalmazainak jelölésére indexes jelöléseket alkalmazni: 
ℕ+, ℤ+, ℚ+, ℝ+
ℕ-, ℤ-, ℚ-, ℝ-
ℕ0+, ℤ0+, ℚ0+, ℝ0+
A komplex számokon belül nem lehet negatív, illetve pozitív számokat értelmezni, ezért ezeket a jelöléseket eme halmazra nem alkalmazzuk.
A prímszámok halmazának jelölésére szokásos még: ℙ.
| Európai (a nyugati arabból származik) | 0 | 1 | 2 | 3 | 4 | 5 | 6 | 7 | 8 | 9 |
| Ind–arab                              | ٠ | ١ | ٢ | ٣ | ٤ | ٥ | ٦ | ٧ | ٨ | ٩ |
| Keleti ind–arab (perzsa és urdu)      | ۰ | ۱ | ۲ | ۳ | ۴ | ۵ | ۶ | ۷ | ۸ | ۹ |
| Dévanágari (hindi)                    | ० | १ | २ | ३ | ४ | ५ | ६ | ७ | ८ | ९ |
| Tamil                                 |   | ௧ | ௨ | ௩ | ௪ | ௫ | ௬ | ௭ | ௮ | ௯ |